# Tesla řada B70

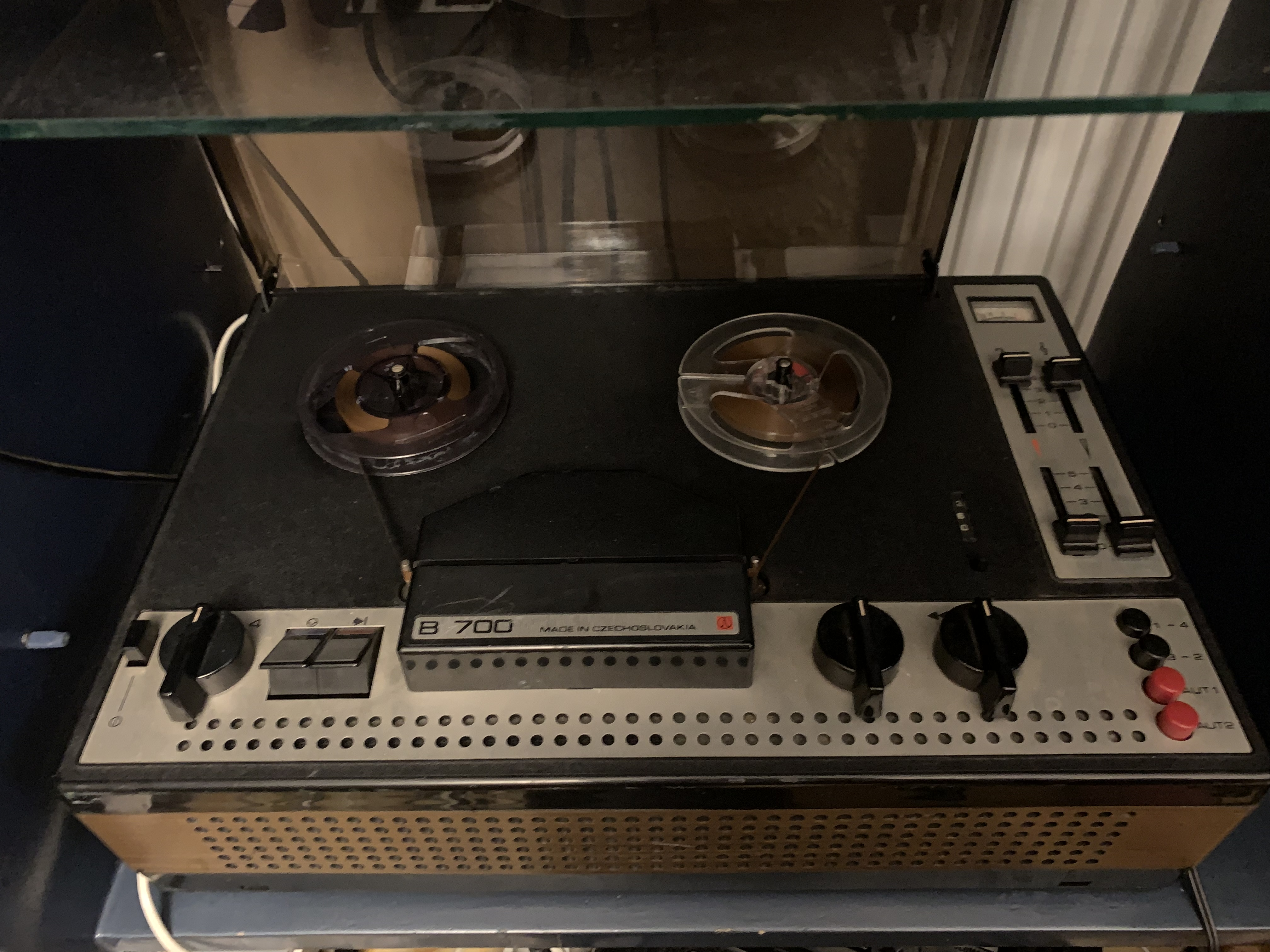
Tesla B700

Tesla B70 byla řada magnetofonů od firmy Tesla vyráběných v letech 1974–1986. Patřily do ní magnetofony Tesla B70, B73, B700 a B730. Typy B70 a B700 byly dvourychlostní (4,75 a 9,53 cm/s) monofonní. Typ B730 byl jednorychlostní (9,53 cm/s) stereofonní. Typ B73 byl dvourychlostní (9,53 cm/s a 19,05 cm/s), jednalo se o první československý magnetofon třídy Hi-Fi.
Tesla B700 byl poslední vyráběný československý monofonní kotoučový magnetofon.
Z modrých magnetofonů B70 byl sestaven počítač ve filmu Hodíme se k sobě, miláčku.

## Externí odkazy

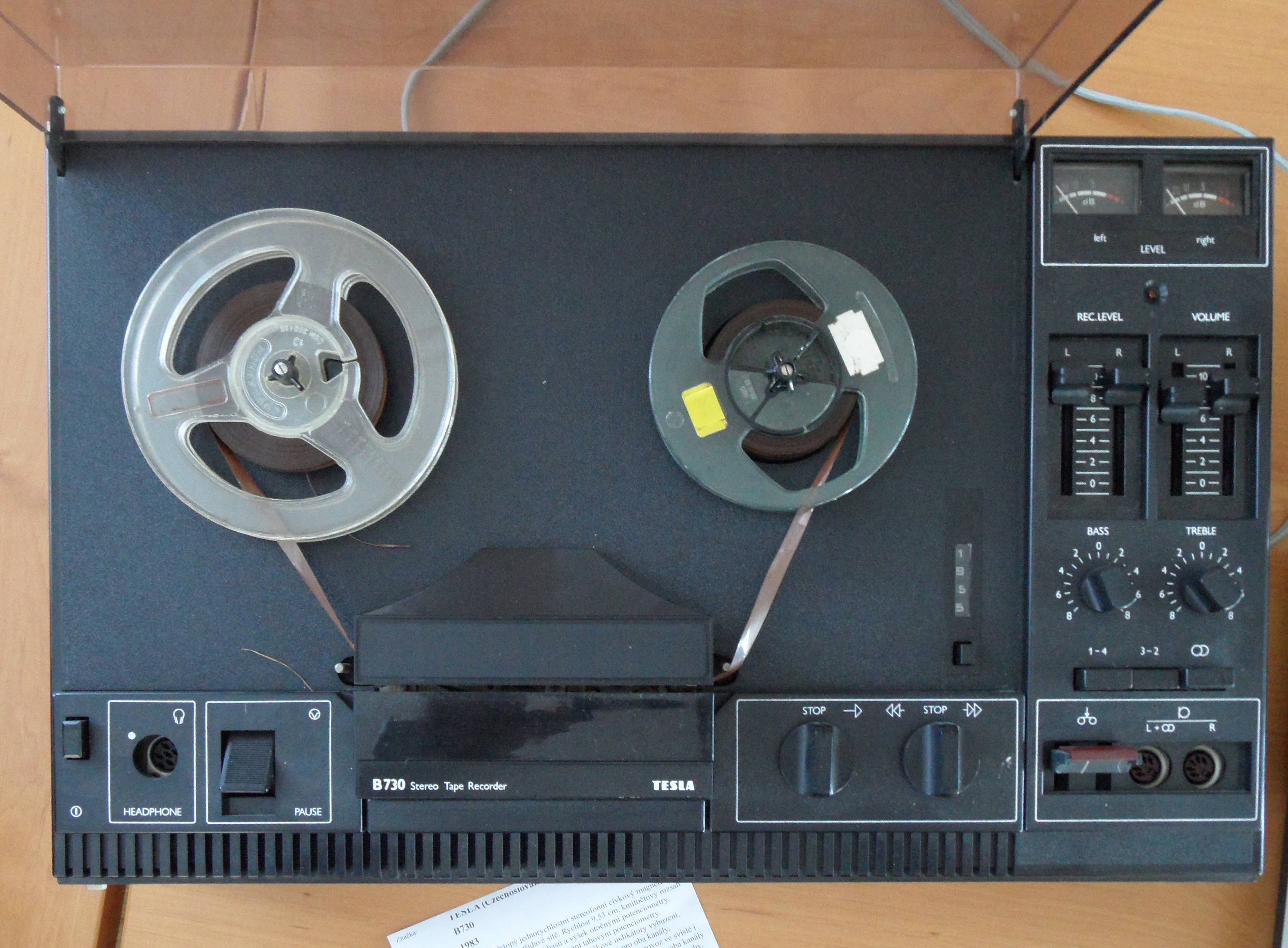
Stereofonní Tesla B730